# 女惡魔人
《女惡魔人》，是永井豪在《モーニング》連載的日本漫画作品，单行本全17卷由講談社發售。電視动画版于1998年10月10日到1999年5月8日由毎日放送播放共26集。

## 劇情簡介
年輕的職業模特不動純自從遇見一位自稱為飛鳥蘭的神秘女子後，平靜的生活被打亂。原來蘭隸屬於跨政府組織「人類同盟」，純在蘭的實驗室內面對怪物時變身為惡魔人，這一系列突如其來的打擊令不動幾乎崩潰。
世界各國開始陸續出現妖獸，蘭告知不動其實她的真實身份是惡魔人，其存在就是為了消滅妖獸。在殺戮中不動越來越迷惑，而且發現原來蘭有著不可告人的秘密，為了達到目的而利用自己……。

## 登場人物
- 不動純（不動 ジュン／Jun Fudo；聲：岩男潤子）
  - 容姿端麗、性格陰鬱柔弱的職業名模，一直過著平凡生活的她某日突然被一名叫飛鳥蘭的神秘女子控制了自由後，她的人生自此發生了翻天覆地的改變。

- 飛鳥蘭（アスカ 蘭／Ran Asuka；聲：島村熏（日语：嶋村カオル））
  - 來自對抗妖獸的跨國組織「人類同盟」(HA) 的駐日支部長，穿著成熟幹練的高挑美女。性情冷酷，在任務中未達目的往往不擇手段，因看中不動純所擁有的惡魔人的力量而將她強行收為己用。

- 瀧浦和美（滝浦 和美／Kazumi Takiura；聲：村井每早）
  - 高中生平面模特，不動純的好友。她在雙親遇害後搬進了純的公寓與她同居，其潑辣大膽的個性與純恰好相反，她一直以來也對純抱有著特殊的情感。

- 傑森·貝茨（ジェイソン・ベイツ／Jeison Beitsu；聲：中尾隆聖）
  - 由美國智庫「薩繆爾森研究所」派來日本的研究員，同時也是一個男性惡魔人。他是飛鳥蘭的舊友，與純不同的是他對自身擁有的惡魔人的能力十分欣喜，並渴望獲得更強大的力量。

- 悟（サトル／Satoru；聲：小山茉美）
  - 外表是小孩同時也是妖獸之王，他計劃對人類進行清洗以建立一個只有妖獸的新世界。他認為不動純是同類的叛徒，于是多次派部下襲擊純並殺死了不少純身邊的人。他不僅嗜血狡詐還可以幻化成蝴蝶、對人進行精神控制且可以讓人類變為烏鴉型妖獸供他驅使。

- 前田清（前田 清／Maeda Kiyoshi；聲：山崎巧）
  - 飛鳥蘭的私人秘書，亦是不動純的司機。雖然他為飛鳥工作但在日常中他更為關心著純。隨著對一系列妖獸事件的深入調查，他對飛鳥的動機越發懷疑，當他想更多地了解飛鳥在美國的過往時，他最終捲入進了一個巨大的陰謀。

- 湯浅辰也（湯浅 辰也／Yuasa Tatsuya；聲：內田直哉）
  - 不動純的經紀人，他長年負責純的演藝事業。他有一个愛他的妻子和女兒，但他對純的感情似乎卻並非僅僅只是友情。

## 出版書籍
| 冊數 | 講談社         | 講談社                 |
| 冊數 | 發售日期       | ISBN                   |
| ---- | -------------- | ---------------------- |
| 1    | 1997年7月19日  | ISBN 978-4-06-328527-7 |
| 2    | 1997年10月21日 | ISBN 978-4-06-328542-0 |
| 3    | 1998年1月21日  | ISBN 978-4-06-328556-7 |
| 4    | 1998年4月21日  | ISBN 978-4-06-328571-0 |
| 5    | 1998年7月21日  | ISBN 978-4-06-328587-1 |
| 6    | 1998年10月20日 | ISBN 978-4-06-328605-2 |
| 7    | 1999年1月20日  | ISBN 978-4-06-328614-4 |
| 8    | 1999年4月19日  | ISBN 978-4-06-328624-3 |
| 9    | 1999年7月19日  | ISBN 978-4-06-328641-0 |
| 10   | 1999年10月20日 | ISBN 978-4-06-328656-4 |
| 11   | 1999年12月14日 | ISBN 978-4-06-328665-6 |
| 12   | 2000年2月21日  | ISBN 978-4-06-328675-5 |
| 13   | 2000年3月21日  | ISBN 978-4-06-328680-9 |
| 14   | 2000年4月19日  | ISBN 978-4-06-328686-1 |
| 15   | 2000年5月22日  | ISBN 978-4-06-328691-5 |
| 16   | 2000年7月18日  | ISBN 978-4-06-328698-4 |
| 17   | 2000年8月21日  | ISBN 978-4-06-328704-2 |

| 冊數 | 講談社         | 講談社                 |
| 冊數 | 發售日期       | ISBN                   |
| ---- | -------------- | ---------------------- |
| 1    | 2000年7月12日  | ISBN 978-4-06-260790-2 |
| 2    | 2000年7月12日  | ISBN 978-4-06-260791-9 |
| 3    | 2000年8月8日   | ISBN 978-4-06-260805-3 |
| 4    | 2000年8月8日   | ISBN 978-4-06-260806-0 |
| 5    | 2000年9月12日  | ISBN 978-4-06-260819-0 |
| 6    | 2000年9月12日  | ISBN 978-4-06-260820-6 |
| 7    | 2000年10月12日 | ISBN 978-4-06-260842-8 |
| 8    | 2000年10月12日 | ISBN 978-4-06-260843-5 |
| 9    | 2000年11月10日 | ISBN 978-4-06-260857-2 |

## 電視動畫

### 製作團隊
- 原作 - 永井豪
- 企劃協力 - 團龍彥、德原八州、dynamic企劃
- 監督 - 平野俊貴
- 系列構成 - 小中千昭
- 人物設計 - 西岡忍
- 臨時人物設計 - 小林利充
- 機械設計 - 石野聡
- 怪物設計協力 - 丸山浩
- 怪物設計 - 依田正彦
- 美術監督 - 古賀徹
- 色彩設計 - 中山久美子
- 攝影監督 - 池上元秋
- 音響監督 - 小林克良
- 音樂 - 渡辺俊幸
- 製作人 - 尾崎穩通、諸冨洋史、堀尾裕樹
- 動畫製作 - 旭一東京Movie
- 製作 - 女惡魔人製作委員會（每日放送、PolyGram、東京Movie）[3]

### 主題曲
片頭曲「デビルマンレディーメインテーマ」
作曲、編曲 - 渡辺俊幸 / 歌 - 東京混声合唱団
前期片頭曲「REBIRTH 〜女神転生〜」（第1 - 17、25、26話）
作詞 - 三枝翔 / 作曲・編曲 - 山口一久 / 歌 - 田村由香里
後期片頭曲「Lose Heart」（第18 - 24話）
作詞 - 有森聰美/ 作曲 - 山口一久 / 編曲 - 山口一久&LEGOLGEL / 歌 - LEGOLGEL
印象曲「刹那の夢」
作詞 - 岩男潤子・松宮恭子 / 作曲 - 山本はるきち / 歌 - 岩男潤子
印象曲「那由多の夢」
作詞 - 岩男潤子・松宮恭子 / 作曲 - 山本はるきち / 歌 - 岩男潤子

### 各話列表
| 話數 | 日文標題 | 中文標題 | 腳本       | 分鏡                | 演出       | 作畫監督          | 播放日期        |
| ---- | -------- | -------- | ---------- | ------------------- | ---------- | ----------------- | --------------- |
| 1    |          | 獸       | 小中千昭   | 平野俊貴            | 平野俊貴   | 小林利充          | 1998年 10月10日 |
| 2    |          | 血       | 小中千昭   | 平野俊貴 元永慶太郎 | 元永慶太郎 | 小林利充 小川一郎 | 10月17日        |
| 3    |          | 翼       | 小中千昭   | 榎本明廣            | 榎本明廣   | 中村明            | 10月24日        |
| 4    |          | 胚       | 小中千昭   | 牧野滋人            | 牧野滋人   | 小川夏美          | 10月31日        |
| 5    |          | 鮫       | 小中千昭   | 大庭秀昭            | 大庭秀昭   | 丸英男            | 11月7日         |
| 6    |          | 貓       | 古怒田健志 | 横田和善            | 横田和善   | 小川一郎          | 11月14日        |
| 7    |          | 霧       | 村井貞之   | 松井仁之            | 松井仁之   | 小林利充          | 11月21日        |
| 8    |          | 敵       | 小中千昭   | 高瀬節夫            | 高瀬節夫   | 苫政三            | 11月28日        |
| 9    |          | 眼       | 村井貞之   | 榎本明廣            | 松井仁之   | 小川一郎          | 12月5日         |
| 10   |          | 炎       | 古怒田健志 | 大庭秀昭            | 大庭秀昭   | 丸英男            | 12月12日        |
| 11   |          | 箱       | 長谷川圭一 | 松井仁之            | 松井仁之   | 丸山泰英          | 12月19日        |
| 12   |          | 顏       | 小中千昭   | 殿勝秀樹            | 殿勝秀樹   | 小林利充          | 1999年 1月9日   |
| 13   |          | 繩       | 村井貞之   | 高瀬節夫            | 高瀬節夫   | 小川一郎          | 1月16日         |
| 14   |          | 家       | 長谷川圭一 | 松井仁之            | 太田博光   | 寺沢伸介          | 1月23日         |
| 15   |          | 鴉       | 古怒田健志 | 大庭秀昭            | 大庭秀昭   | 丸英男            | 1月30日         |
| 16   |          | 聲       | 赤星政尚   | 下司泰弘            | 下司泰弘   | 山口永輔          | 2月6日          |
| 17   |          | 飢       | 長谷川圭一 | 殿勝秀樹            | 殿勝秀樹   | 小川一郎          | 2月13日         |
| 18   |          | 軀       | 小中千昭   | 松井仁之            | 松井仁之   | 小林利充          | 2月20日         |
| 19   |          | 枷       | 村井貞之   | 高瀬節夫            | 太田博光   | 寺沢伸介          | 2月27日         |
| 20   |          | 骸       | 赤星政尚   | 松井仁之            | 大庭秀昭   | 丸英男            | 3月6日          |
| 21   |          | 印       | 古怒田健志 | 殿勝秀樹            | 高瀬節夫   | 小川一郎          | 3月20日         |
| 22   |          | 願       | 長谷川圭一 | 下司泰弘            | 下司泰弘   | 柳澤哲也          | 4月10日         |
| 23   |          | 命       | 長谷川圭一 | 殿勝秀樹            | 殿勝秀樹   | 小川一郎          | 4月17日         |
| 24   |          | 心       | 赤星政尚   | 大庭秀昭            | 大庭秀昭   | 丸英男            | 4月24日         |
| 25   |          | 神       | 小中千昭   | 松井仁之            | 松井仁之   | 所智一            | 5月1日          |
| 26   |          | 人       | 小中千昭   | 平野俊貴 松井仁之   | 平野俊貴   | 西岡忍 小林利充   | 5月8日          |

### 播放電視台
| 播放地區   | 播放電視台                  | 播放頻道       |
| ---------- | --------------------------- | -------------- |
| 近畿廣域圈 | 每日放送 （製作委員會參加） | TBS系列        |
| 北海道     | 北海道放送                  | TBS系列        |
| 愛媛縣     | 愛電視台                    | TBS系列        |
| 中京廣域圈 | 中部日本放送※               | TBS系列        |
| 神奈川縣   | TVK電視台※                  | 獨立UHF局      |
| 千葉縣     | 千葉電視台※                 | 獨立UHF局      |
| 福岡縣     | 福岡放送※                   | 日本電視台系列 |
| 全國放送   | KIDS STATION                | CS放送         |

※於每日放送播放結束後由開始播出。其他電視台隔週定時移位錄像。

## 寫真集
- 『Lady Devilman』 講談社 2004年 ISBN 978-4-06-307861-9
  - スクリーミング・マッド・ジョージ（Screaming Mad George）為美國人，使用模型特殊工法製作、CG處理，完美將『Devil Lady』的獨特世界觀表現出來的「寫真集」。